# Erik Anker
Erik Anker (Berg, 15 oktober 1903 – Halden, 15 augustus 1994) was een Noors zeiler.
Anker won samen met zijn vader Johan, de Noorse kroonprins Olav en Håkon Bryhn de gouden medaille in de 6 meter klasse tijdens de Olympische Zomerspelen 1928.

## Olympische Zomerspelen
| Jaar | Plaats    | Resultaten     |
| ---- | --------- | -------------- |
| 1928 | Amsterdam | 6 meter klasse |

1908: Charles Crichton / Gilbert Laws / Thomas McMeekin ·
1912: Amédée Thubé / Gaston Thubé / Jacques Thubé
1920 (model 1907): Frédéric Bruynseels / Émile Cornellie / Florimond Cornellie ·
1920 (model 1919): Andreas Brecke / Paal Kaasen / Ingolf Rød ·
1924: Christopher Dahl / Eugen Lunde / Anders Lundgren ·
1928: Erik Anker / Johan Anker / Håkon Bryhn / Olaf van Noorwegen ·
1932: Olle Åkerlund / Åke Bergqvist / Martin Hindorff / Tore Holm ·
1936: Miles Bellville / Christopher Boardman / Russell Harmer / Charles Leaf / Leonard Martin ·
1948: Alfred Loomis / Michael Mooney / James Smith / James Weekes / Herman Whiton ·
1952: Everard Endt / John Morgan / Eric Ridder / Julian Roosevelt / Emelyn Whiton / Herman Whiton